# Belgisch kampioenschap rally
Het Belgisch kampioenschap rally is een jaarlijks kampioenschap in de rallysport, gehouden in België, gestart in 1954 en gewonnen door Alfred Thomaes in een Opel Record, die het ook won in 1958. Het kampioenschap wordt onder het toeziend oog van de RACB (Royal Automobile Club Belgium) georganiseerd en wordt over meerdere wedstrijden verreden om uit te maken wie er kampioen wordt. Het Belgisch kampioenschap rally bestaat sinds 1978.
In 2018 gaat dit kampioenschap door onder de naam van Jobfixers Belgian Rally Championship of BRC. Er staan 9 wedstrijden op de kalender: de Haspengouw Rally, Spa Rally, TAC Rally, Rallye de Wallonie, Sezoensrally, Renties Ypres Rally, Omloop Van Vlaanderen, East Belgian Rally en de Condroz Rally. 
De 6 beste resultaten mogen in rekening worden gebracht.
Sinds 1978 zijn al enkele proeven verdwenen van de BRC-kalender: Circuit des Ardennes (Dinant), Rallye des Hautes Fagnes (Jalhay), Bianchi Rally (Beaumont-Charleroi).

## Palmares

### Kampioen per jaar
| Jaar | Rijder                                               | Auto                                                 |
| ---- | ---------------------------------------------------- | ---------------------------------------------------- |
| 2024 | Cédric Cherain                                       | Hyundai i20 N Rally2                                 |
| 2023 | Maxime Potty                                         | Citroën C3 Rally2                                    |
| 2022 | Stéphane Lefebvre                                    | Citroën C3 Rally2                                    |
| 2021 | Adrian Fernémont                                     | Škoda Fabia R5                                       |
| 2020 | Geen kampioen aangeduid vanwege de COVID-19 Pandemie | Geen kampioen aangeduid vanwege de COVID-19 Pandemie |
| 2019 | Adrian Fernémont                                     | Škoda Fabia R5                                       |
| 2018 | Kris Princen                                         | Škoda Fabia R5                                       |
| 2017 | Vincent Verschueren                                  | Škoda Fabia R5                                       |
| 2016 | Freddy Loix                                          | Škoda Fabia R5                                       |
| 2015 | Freddy Loix                                          | Skoda Fabia S2000 / R5                               |
| 2014 | Freddy Loix                                          | Skoda Fabia S2000                                    |
| 2013 | Freddy Loix                                          | Ford Focus RS WRC 08                                 |
| 2012 | Pieter Tsjoen                                        | Citroën C4 WRC                                       |
| 2011 | Pieter Tsjoen                                        | Citroën C4 WRC                                       |
| 2010 | Pieter Tsjoen                                        | Ford Focus WRC                                       |
| 2009 | Pieter Tsjoen                                        | Ford Focus WRC                                       |
| 2008 | Hubert Deferm                                        | Subaru Impreza WRC                                   |
| 2007 | Larry Cols                                           | Mitsubishi Lancer EVO VIII                           |
| 2006 | Pieter Tsjoen                                        | Ford Focus WRC                                       |
| 2005 | Xavier Bouche                                        | Renault Clio S1600                                   |
| 2004 | Pieter Tsjoen                                        | Toyota Corolla WRC                                   |
| 2003 | Pieter Tsjoen                                        | Toyota Corolla WRC                                   |
| 2002 | Rocco Theunissen                                     | Toyota Corolla WRC                                   |
| 2001 | Pieter Tsjoen                                        | Toyota Corolla WRC                                   |
| 2000 | Rocco Theunissen                                     | Toyota Corolla WRC                                   |
| 1999 | Kris Princen                                         | Renault Maxi Mégane                                  |
| 1998 | Jean-Pierre van de Wauwer                            | Peugeot 306 Maxi                                     |
| 1997 | Laurent Verhoestraete                                | Ford Sierra Cosworth 4x4 en Ford Escort WRC          |
| 1996 | Grégoire De Mévius                                   | Ford Escort RS Cosworth                              |
| 1995 | Bernard Munster                                      | Renault Clio Maxi                                    |
| 1994 | Martin Quartier                                      | Volkswagen golf GTI 16v                              |
| 1993 | Patrick Snijers                                      | Ford Escort RS Cosworth                              |
| 1992 | Robert Droogmans                                     | Ford Sierra Cosworth 4x4                             |
| 1991 | Patrick Snijers                                      | Ford Sierra Cosworth 4x4                             |
| 1990 | Marc Duez                                            | Ford Sierra RS Cosworth                              |
| 1989 | Marc Duez                                            | BMW M3                                               |
| 1988 | Patrick Snijers                                      | BMW M3                                               |
| 1987 | Robert Droogmans                                     | Ford Sierra RS Cosworth                              |
| 1986 | Robert Droogmans                                     | Ford RS200                                           |
| 1985 | Patrick Snijers                                      | Lancia Rally 037                                     |
| 1984 | Patrick Snijers                                      | Porsche 911 SC RS                                    |
| 1983 | Patrick Snijers                                      | Porsche 911 SC                                       |
| 1982 | Marc Duez                                            | Porsche 911 SC                                       |
| 1981 | Guy Colsoul                                          | Opel Ascona 400                                      |
| 1980 | Didi                                                 | Fiat 131 Abarth                                      |
| 1979 | Guy Colsoul                                          | Opel Kadett GTE                                      |
| 1978 | Gilbert Staepelaere                                  | Ford Escort RS 1800                                  |
| 1977 | Gilbert Staepelaere                                  | Ford Escort RS 1800                                  |
| 1976 | Gilbert Staepelaere                                  | Ford Escort RS 1800                                  |
| 1975 | Gilbert Staepelaere                                  | Ford Escort RS 1800                                  |
| 1974 | Willy Plas                                           | Renault 12                                           |
| 1973 | Herwig Adriaenssens                                  | BMW 2002                                             |
| 1972 | Herwig Adriaenssens                                  | BMW 2002                                             |
| 1971 | Jean-Louis Haxhe                                     | DAF 555                                              |
| 1970 | Gilbert Staepelaere                                  | Ford Escort Twin Cam                                 |
| 1969 | Gilbert Staepelaere                                  | Ford Escort Twin Cam                                 |
| 1968 | Gilbert Staepelaere                                  | Ford Escort Twin Cam                                 |
| 1967 | Jean-Pierre Gaban                                    |                                                      |
| 1966 | Gilbert Staepelaere                                  | Ford Cortina Lotus                                   |
| 1965 | Gilbert Staepelaere                                  | Ford Cortina GT                                      |
| 1964 | Lucien Bianchi                                       |                                                      |
| 1963 | Lucien Bianchi                                       |                                                      |
| 1962 | Georges Harris                                       |                                                      |
| 1961 | Lucien Bianchi                                       |                                                      |
| 1960 | Jean Demortier                                       |                                                      |
| 1959 | Raphaël Michot                                       |                                                      |
| 1958 | Alfred Thomaes                                       | Chevrolet Corvette                                   |
| 1954 | Alfred Thomaes                                       | Opel Rekord                                          |

### Meest aantal keer kampioen
- 9 keer:
  -  Gilbert Staepelaere
- 8 keer:
  -  Pieter Tsjoen
- 7 keer:
  -  Patrick Snijers
- 4 keer:
  -  Freddy Loix

- 3 keer:
  -  Robert Droogmans
  -  Marc Duez
  -  Lucien Bianchi
- 2 keer:
  -  Adrian Fernémont
  -  Kris Princen
  -  Rocco Theunissen
  -  Guy Colsoul
  -  Herwig Adriaenssens

- 1 keer:
  -  Vincent Verschueren
  -  Hubert Deferm
  -  Larry Cols
  -  Xavier Bouche
  -  Jean-Pierre van de Wauwer
  -  Laurent Verhoestraete
  -  Grégoire De Mévius

- Bernard Munster
- Didi
- Willy Plas
- Jean-Louis Haxhe
- Jean-Pierre Gaban
- Georges Harris
- Jean Demortier
- Raphaël Michot
- Georges Hacquin
- Stéphane Lefebvre
- Maxime Potty
- Cédric Cherain